# Valjevo
Valjevo (Servisch: Ваљево) is een stad gelegen in het district Kolubara in Centraal-Servië. In 2005 telde de stad 62.470 inwoners.
Valjevo wordt vaak gezien als het hart van Groot-Servië. Rond zijn veel pruimenplantages voor het lokale drankje Šlivović.

## Plaatsen in de gemeente
| - Babina Luka - Balinović - Bačevci - Belić - Beloševac - Beomužević - Blizonje - Bobova - Bogatić - Brangović - Brankovina - Brezovice - Bujačić | - Valjevo - Veselinovac - Vlaščić - Vragočanica - Vujinovača - Gola Glava - Gorić - Gornja Bukovica - Gornja Grabovica - Gornje Leskovice - Degurić - Divci - Divčibare | - Donja Bukovica - Donje Leskovice - Dračić - Dupljaj - Žabari - Zabrdica - Zarube - Zlatarić - Jazovik - Jasenica - Jovanja - Joševa - Kamenica | - Klanica - Klinci - Kovačice - Kozličić - Kotešica - Kunice - Lelić - Loznica - Lukavac - Majinović - Mijači - Miličinica - Mrčić | - Oglađenovac - Osladić - Paklje - Paune - Petnica - Popučke - Prijezdić - Pričević - Rabas - Ravnje - Rađevo Selo - Rebelj - Rovni | - Sandalj - Sedlari - Sitarice - Sovač - Stanina Reka - Stapar - Strmna Gora - Stubo - Suvodanje - Sušica - Taor - Tubravić - Tupanci |

## Stedenbanden
Valjevo had van 1987 tot 1992 een stedenband met de gemeente Sittard. Ingevolge de VN-resolutie tegen de Federale Republiek Joegoslavië, dat later Servië en Montenegro werd en daarna uiteenviel in de landen Servië en Montenegro, heeft de gemeente Sittard in juni 1992 de vriendschapsbanden met de Servische stad Valjevo verbroken.

## Geboren
- Michel Pavić (1921–2005), voetballer en voetbalcoach
- Darko Pivaljević (1975), voetballer en voetbaltrainer
- Matija Nastasić (1993), voetballer